# 拓跋素
拓跋 素（たくばつ そ、生年不詳 - 和平3年9月15日（462年10月23日））は、北魏の皇族。常山王。

## 経歴
常山王拓跋遵の子として生まれた。若くして内侍として召され、顕官を歴任した。尚安公の爵位を受け、外都大官に任じられた。始光3年（426年）5月、常山王の爵位を嗣いだ。休屠の郁原らが反乱を起こすと、拓跋素が反乱の鎮圧にあたり、首謀者を斬った。1000家あまりを涿鹿の南に移して、平原郡を立てて治所を置いた。始光4年（427年）、太武帝の夏に対する親征に従い、統万を平定すると、拓跋素は仮節・征西大将軍の位を受けて統万に駐屯した。延和3年（434年）、隴西休屠の金当川が西川侯彭文暉を陰密で包囲すると、拓跋素は金当川を討って捕らえ、長安で斬った。後に内都大官に任じられた。太延5年（439年）、北涼に対する親征に従い、先鋒をつとめた。
興安元年（452年）、文成帝が即位すると、行政を簡素化して諸雑税を取りやめた。役人たちが国事の用に足りないとして、雑税の復活を願い出ると、拓跋素が「臣は『百姓足らざれば、君いずれかともに足りん』と聞いています」と発言したため、文成帝は拓跋素の意見に従った。拓跋素が皇子の名を群臣と議論するよう命じられると、司徒の陸麗とともに「いにしえの帝王が名を定めるには、有信・有義・有象・有仮・有類の五体がありました。皇子の誕生にあたっては、徳をもって命名されるとよろしいでしょう」と意見した。老年になって、たびたび文成帝に国政について諮問を受けた。在官すること50年にわたり、当時の識者に賢者とみなされた。
和平3年（462年）9月、死去した。諡は康といい、金陵に陪葬された。

## 子女
- 拓跋可悉陵（曁陽子、中軍都将）
- 拓跋陪斤（常山王）
- 拓跋忠
- 元徳（河間公、鎮南将軍）
- 元賛（晋陽伯、左僕射）
- 拓跋貨毅
- 元菩薩
- 元淑

## 伝記資料
- 『魏書』巻15 列伝第3
- 『北史』巻15 列伝第3